# Isoritmia
L'isoritmia (dal greco "iso" + "rhythmos" = ritmo uguale) è la ripetizione di una figura ritmica (successione di valori di durata delle note) nelle diverse frasi di una composizione musicale (da non confondersi con omoritmia: quest'ultimo termine designa infatti l'uso degli stessi valori ritmici, in verticale, in tutte le voci di una composizione polifonica).
Il termine fu coniato nel 1904 dal musicologo tedesco Friedrich Ludwig, in riferimento a una 
tecnica di composizione tipica dei mottetti dei secoli XIV e XV.
In un mottetto isoritmico, la voce di tenor ripete più volte la medesima sequenza di valori ritmici: ogni ripetizione è detta talea. L'isoritmia differisce dalla mera applicazione ripetitiva di uno stesso modo ritmico sia per la lunghezza e complessità della talea, sia per la coesistenza indipendente di moduli melodici (detti colores). Negli esempi più semplici, a ogni ripetizione della talea corrisponde esattamente un (diverso) color, oppure la lunghezza delle taleae è un sottomultiplo intero di quella del color (per cui l'inizio di ogni color coincide esattamente con l'inizio di una talea); ma si danno casi in cui taleae e colores, nella stessa voce, hanno lunghezze indipendenti e quindi si sovrappongono in modo non banale. Esistono mottetti (per lo più politestuali) in cui tutte le voci sono isoritmiche (mottetti panisoritmici), indipendentemente l'una dall'altra e con taleae e colores di lunghezze diverse, il che determina una struttura di grande complessità.
La struttura formale delle composizioni isoritmiche è in genere ulteriormente arricchita dall'uso di proporzioni, cioè aumentazioni o diminuzioni dei valori ritmici  delle taleae(secondo rapporti fissi, tipicamente 2:1, 3:1, 3:2 o i rispettivi inversi) dopo un certo numero di ripetizioni. 
La massima fioritura del mottetto isoritmico si ebbe nell'Ars nova, soprattutto ad opera di Philippe de Vitry e Guillaume de Machaut, ma l'isoritmia è attestata in composizioni più antiche. Guillaume Dufay fu probabilmente l'ultimo grande compositore a scrivere mottetti isoritmici (l'ultimo dei quali è Fulgens iubar, 1442).
La tecnica isoritmica era spesso usata anche nei brani della Messa. In questo esempio, le taleae sono di lunghezza molto ridotta rispetto all'uso tipico nei mottetti:

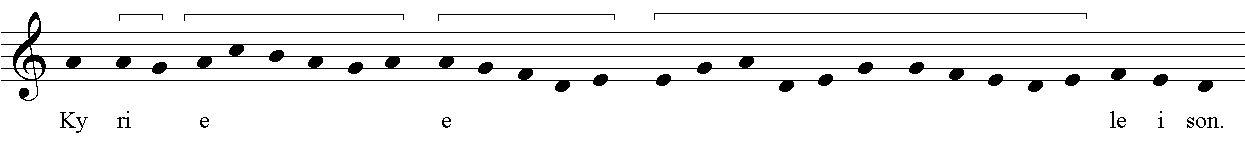
Melodia del primo verso del Kyrie gregoriano Cunctipotens Genitor Deus

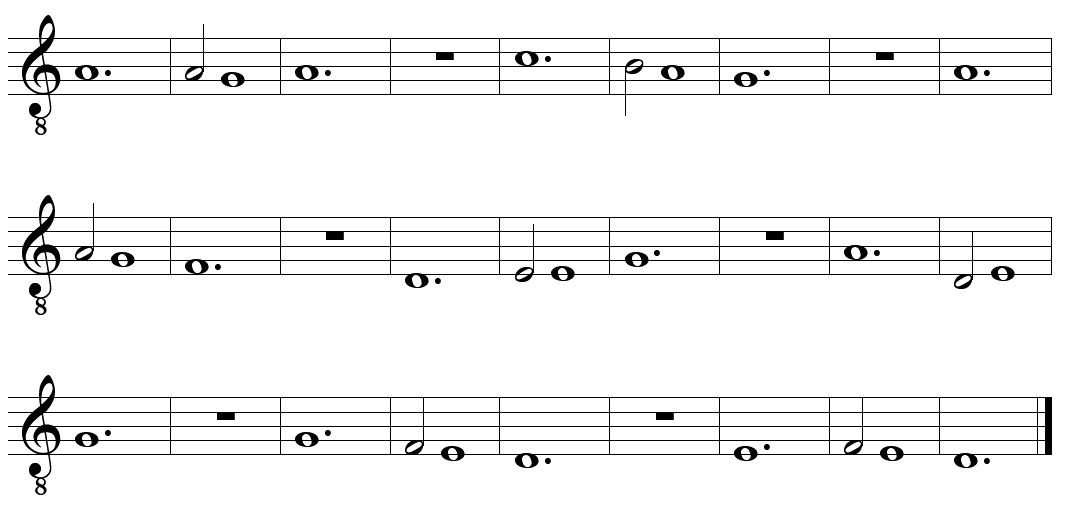
Tenor isoritmico della prima sezione del Kyrie della Messa di Guillaume de Machaut (circa 1360). Il color qui è costituito dall'intera frase di 28 note, a cui si applicano 7 ripetizioni della talea.

Oltre che nella polifonia tardomedioevale, si trovano esempi di isoritmia anche nella musica indiana, e in compositori contemporanei come Alban Berg, Olivier Messiaen, John Cage e Arvo Pärt.
Il termine è usato anche nel campo della metrica poetica ad indicare l'uguale disposizione delle sedi accentate in due o più versi.